# Havas kaland
A Havas kaland (eredeti cím: Debbie Macomber's Dashing Through the Snow) 2015-ben bemutatott kanadai romantikus film, melynek rendezője Kristoffer Tabori, forgatókönyvírója Maria Nation. A főszerepben Meghan Ory, Andrew W. Walker, Aaron Craven és Rukiya Bernard látható.
Ashley karácsony előtt a repülőtéren reked és kénytelen elfogadni, hogy egy idegen férfival kell közös autóban utaznia, aki az utolsó autót bérelte ki. Ahogy a páros észak felé veszi az irányt, útjuk során lerobban az autójuk, vesznek egy kiskutyát, és titokban FBI-ügynökök figyelik minden lépésüket.

## Cselekmény
Karácsony előtti napok, Sacramentói repülőtér.
Ashley Harrison kézműves Sacramentóban, de áruit leginkább kézműves vásárokon és piacokon értékesíti szerte az országban. Szeretne visszautazni a Seattle melletti kis szülővárosába, hogy nemrég megözvegyült édesanyjával, Sallie Harrisonnal karácsonykor együtt lehessen. Ashley még nem heverte ki legutóbbi szakítását, ami egy évvel ezelőtt történt, azóta nem tud megbízni idegenekben.
A december 23-i, Sacramentóból Seattle-be tartó repülőjegy-foglalása azonban nem használható, mert az összes járatot törölték.
Ashley vonakodva elfogadja, hogy megossza egy idegen férfival a sacramentói repülőtéren lévő utolsó bérautót. Ő Dash Sutherland szobafestő, aki másnap reggelre Seattle-be szeretne érni. 
A repülőtéri alkalmazottat, akihez Ashley fordult a jegyével kapcsolatban, sötét öltönyös férfiak hallgatják ki egy külön szobában, hogy Ashley viselkedésével kapcsolatban kikérdezzék.
Ashley az út során végig vidám, énekelget, közlékeny, sok mindent elmond magáról, míg Dash nemigen beszél. Ashley ragaszkodik hozzá, hogy álljanak meg valahol, mert a munkája miatt fontos a keze ápolása, és ehhez szőlőzsírt szeretne venni. 
Ashley nem tudja, hogy a repülőjegyével kapcsolatos probléma abból adódott, hogy felkerült a repülési „tilalmi listára”. Sam Monroe FBI-ügynök, aki az aktáját vezeti, biztos benne, hogy Ashley egy radikális terrorista. 
Phelps kezdő ügynök arra kap megbízást, hogy kövesse Ashley-t, figyelje meg, mit csinál és kivel találkozik.
Ashley és Dash bérelt autója lerobban valahol egy erdős részen. A következő település 8 mérföldre van (kb. 12 km), és mivel nincs telefonos lefedettség, gyalog indulnak el.
Egy Eugene nevű település (Oregon állam) egyik kávézójában dolgozó két tizenéves arról beszél, hogy egyikük, Travis szerelmes és elfelejtette megújítani az autója biztosítását és forgalmi engedélyét. Travis kitalálja, hogy „kölcsönveszi” egy ugyanolyan típusú és színű autó rendszámtábláját, arra pedig a sajátját szereli fel, így megússza az esetleges büntetést, ha a rendőrök igazoltatnák.
Phelps ügynök észreveszi, hogy a megfigyelés tárgyát képező autót bevontatták egy szerelőműhelybe. Látja a két alanyt is, amint kiszállnak a vontató teherautóból. A lány a női mosdó felől érdeklődik, de előbb telefonál valakinek, akivel idegen nyelven beszél. A kijáratnál egy papírdobozt vesz észre, amiben kiskutyák vannak. A bőrdzsekis, tetovált tulaj szerint ingyen elvihet belőlük. Mivel Ashley bevallottan kutyabolond, ezért kiválaszt egyet és magával viszi. Az anyjának szánja ajándékba, akinek nagy, zárt kertje van (ezt az eladó feltételnek szabta).
Megállnak egy „Fagyöngy” nevű település sütemény boltjánál, ahol Ashley a benti karácsonyfára egy kislány segítségével egy csillagot helyez el. A kislány kérdésére Ashley megerősíti, hogy hisz a Mikulásban.
Dash telefonál az „anyjának”, aki valójában Hobbs FBI-ügynök (és afro-amerikai, Dash azonban fehér bőrű). Dash telefonja ezután olyan állapotban marad, ami folyamatosan közvetíti az FBI felé a beszélgetésüket, ami a kocsijukban elhangzik.
Az utazók következő megállója éppen Eugene, ahol ismét vásárolni akarnak pár dolgot. A kocsijuk színe, típusa megegyezik azzal, ami Travisé, és pont szemben parkolnak le. Amikor Travis látja, hogy a pár bemegy egy üzletbe, akcióba lép. 
Az FBI irodában a nyomozást vezető ügynök mindenben veszélyeket lát, és beosztottainak korábbi esetek tanúságait ecseteli. Feltűnik neki Phelps ügynök fényképein, hogy Dash milyen oldottan, mosolygósan viselkedik Ashley-vel, ezért arra utasítja Phelps-et, hogy egy szót mondjon Dashnek: „Marina”, amit az meg is tesz.
Travis éppen befejezi a rendszámtábla-cserét (a barátja segítségével) és lelép, amikor a pár kijön az üzletből. Dash nyugtalan, türelmetlen, szeretne tovább haladni.
Salem, Oregon állam a következő megálló, ahol éjszakára szobát vesznek ki. Ashley korábban már többször szóba hozta az Ez történt egy éjszaka című filmet, amit itt is megemlít, mert csak egy dupla ágyas szobát kapnak. Kérnek egy plusz lepedőt, amit az ágy két térfele között lógatnak le.
Egy éttermi vacsoránál Ashley kisegít a rendelésnél két férfit, akik némák, és jeleléssel próbálkoznak, amit a pincérnő nem ért, de Ashley igen, és tolmácsolja a részletes rendelést. Kiderül, hogy Ashley apja siket volt, ezért ismeri ilyen jól a jelnyelvet. Dash SMS-ben engedélyt kér Monroe ügynöktől az akció felfüggesztésére, de az megtagadja tőle az engedélyt. Dash a mobilját távozáskor a biliárdasztal egyik nyílásába csúsztatja.
Sétálnak a kinti hóesésben és csókolóznak.
A szobában lefekszenek (felöltözve, ki ki a maga térfelén, a lepedővel elválasztva). Dash beszélni kezd a munkájáról. Valójában nem szobafestő, hanem FBI-ügynök. Ez előtt a nemzetbiztonsági ügynökségnél dolgozott. A társa egy német juhászkutya volt, Marina. Egy akcióban a kutya meghalhatott volna, ha végrehajtja Dash parancsát, amit ő nem tudott kiadni, mert sajnálta a kutyáját. Így Marinát áthelyezték, Dasht pedig „pszichológiailag nem stabil”-nak nyilvánította az ügynökség, és újbóli kiképzésre küldték. Dash felemeli az elválasztó lepedőt, de Ashley mélyen alszik.
Az éttermi pincérnő megtalálja Dash mobilját, és a főnöke megengedi neki, hogy megtartsa, ha nem jelentkezik érte senki. Ez újabb pánikot vált ki Monroe-ügynöknél, aki arról vizionál, hogy Ashley túszul ejthette Sutherland ügynököt (azaz Dasht). Dash eközben két kávét vett valahol és visszaviszi a szállodába. Az FBI helyi irodája felbolydul, Monroe és még néhány ügynök a helyszínre indul, közben kerestetik az autót a rendszám alapján (Oregon, YHA 443).
Ashley egy újbóli rövid megállást kér (Wilsonville-ben), ahol „le kell adnia valamit”. Dash puhatolózik, hogy a lány hallotta-e az esti vallomását, de ő azt mondja, hogy mélyen aludt.
A kávézó előtt, ahol Travis dolgozik, két rendőr jelenik meg, amint a kocsiját figyelik, és velük van Phelps ügynök is. Phelps faggatni kezdi Travist, hogy „hol a lány?”, mire Travis egy helyi lányról kezd beszélni, aki tetszik neki. Végül kiböki azt is, hogy lecserélte az autója rendszámát. Phelps tájékoztatja a fejleményről a főnökét, és megadja a másik rendszám azonosítóját. Az autót a másik rendszám alapján hamar beazonosítja egy járőr, aki előtt elhaladnak Wilsonville közelében. Egy erdei házhoz hajtanak. Ashley odaviszi a piros karácsonyi dobozt, amit a kezdetekről fogva magával hozott.
Dash egy darabig vár, majd lopakodni kezd a kissé lepukkant ház felé, hogy belessen. Hirtelen Hobbs ügynök hangját hallja, aki a közelben bújt el. Monroe is a helyszínen van és mindkét ügynököt az érdekli, hogy a házban lévőknek van-e fegyvere. Dash győzködi őket, hogy tévedés az egész akció, de nem figyelnek rá. 
Ashley kijön a házból, ekkor a fegyveres, sisakos FBI-ügynökök előrenyomulnak. Kijön egy fiatal nő, aki románul beszél, és nem érti, mi történik. Monroe egy gyanús „piros dobozt” akar megkeresni a házban. Ashley elmondja, hogy ezek a barátai, akik kesztyűket meg más efféléket készítenek, és hogy nincs fegyver a házban. Ekkor derül ki az is, hogy Dash valójában „Sutherland ügynök”. Ashley csalódik a férfiban, mert azt gondolja, hogy az egész csak színjáték volt Dash részéről. A piros doboz előkerül, az Ashley által készített karácsonyfadísz van benne. Monroe elrendeli a kihallgatásukat. 
Ashley-t hamar elengedik és megérkezik az édesanyjához, ahol elmeséli neki a történteket, amit „katasztrófa”-ként jellemez. Majd bevallja, hogy mégis szereti a férfit.
Dash és Hobbs abban az étteremben beszélgetnek, ahol korábban Ashley jelnyelvvel rendelt. Hobbs elmondja, hogy elkapták a nőt, aki ellopta Ashley személyazonosságát. Szóba kerül a Mikulás létezése is, akiben Ashley hisz, és Dash nem tudta elmondani neki, hogy most már ő is.
Ashley családjában hagyomány, hogy süteményeket sütnek és kakaót készítenek, amivel egy utcai összejövetelen megvendégelnek másokat. Ashley-nek semmi kedve hozzá, de együtt kimegy az anyjával. Volt a hagyománynak olyan része is, hogy Ashley apja egy szénás traktorral jelent meg, amikor kint felgyulladtak a közös karácsonyfa fényei. A szépen feldíszített, kivilágított traktor ezúttal is megjelenik és Dash ül a volánnál. Ashley boldogan rohan oda hozzá.

## Szereplők
| Szerep                               | Színész          | Magyar hang         |
| ------------------------------------ | ---------------- | ------------------- |
| Ashley Jane Harrison, kézműves       | Meghan Ory       | Nemes Takách Kata   |
| Dash Sutherland                      | Andrew W. Walker | Horváth Illés       |
| Sam Munroe/Monroe vezető FBI-ügynök  | Aaron Craven     | Seder Gábor         |
| Hobbs ügynök, a telefonban „Anya”    | Rukiya Bernard   | Nádasi Veronika     |
| Phelps kezdő ügynök                  | Aaron Craven     | Molnár Levente      |
| „Penge”, a kiskutyákat árusító férfi | Aleks Paunovic   | Barabás Kiss Zoltán |
| Fletcher ügynök                      | Kurt Evans       | Holl Nándor         |
| Travis, kávézóban dolgozó fiú        | Jake Guy         | Ungvári Gergely     |
| Justin, Travis barátja               | Rohan Campbell   | Baráth István       |
| Sallie Harrison                      | Ashley anyja     | Málnai Zsuzsa       |
| Hank, a Ricky Pub tulajdonosa        | Bobby Magee      | Németh Gábor        |
| Kutyaimádó hölgy a boltban           | Linda Darlow     | Menszátor Magdolna  |